# Baydam
Baydam (ou Baydjam,  en arabe : باديام) est une commune rurale du sud de la Mauritanie, située dans le département de Ghabou de la région de Guidimakha.

## Géographie
La commune de Baydam est située au sud-est dans la région de Guidimakha et elle s'étend sur 888,5 km2.
Elle est délimitée au nord par la commune de Souvi, à l'est par la rivière Karakoro, qui fait la frontière avec le Mali, au sud et à l'ouest par la commune de Ghabou, à la pointe nord-ouest par la commune de Sélibabi.

## Histoire
Du fait de sa proximité avec le Mali et le Sénégal, Baydam est un lieu de passage pour bon nombre de voyageurs qui souhaitent se rendre à Nouakchott, Dakar ou encore Bamako. Comme beaucoup de villages soninkés, doté d'une très forte diaspora notamment en France, le village a su se doter d'infrastructures lui permettant de se développer au fil du temps.
Baydam a été érigée en commune par l'ordonnance du 20 octobre 1987 instituant les communes de Mauritanie.

## Démographie
Lors du Recensement général de la population et de l'habitat (RGPH) de 2000, Baydam comptait 9 234 habitants.
Lors du RGPH de 2013, la commune en comptait 13 430, soit une croissance annuelle de 3,1 % sur 13 ans.

## Administration
Le village a été fondé par les Soumaré mais la commune est dirigée par deux familles qui sont les Soumaré et les Gandega. La responsabilité du village est laissée au plus âgé d'une de ses deux familles. Un maire est élu à chaque élection, celui-ci représente officiellement la commune laissant au chef de village la gestion de la partie plus officieuse des habitants.
La commune était anciennement située dans le département de Sélibabi mais fait partie depuis 2018 du Département de Ghabou, dont Ghabou est le chef-lieu, à la suite d'un redécoupage administratif de la région.

## Économie
L'agriculture est au centre de l'économie de Baydam, comme quasiment toutes les communes de la région. Mais cette économie est fragile car elle rencontre des obstacles à son développement, notamment les conditions climatiques ou le manque de moyens des agriculteurs. Pour faire face à ces obstacles, l'état ou différentes ONG financent des projets qui améliorent les conditions de vie des habitants.